# Bulbostylis comorensis
Bulbostylis comorensis är en halvgräsart som beskrevs av Charles Baron Clarke. Bulbostylis comorensis ingår i släktet Bulbostylis och familjen halvgräs.
Artens utbredningsområde är Komorerna. Inga underarter finns listade i Catalogue of Life.